# Common Intermediate Format
El format CIF (Common Intermediate Format) també conegut com a FCIF (Full common intermediate format), és un format utilitzat per estandarditzar la resolució horitzontal i vertical de seqüències YCbCr en senyals de vídeo. Degut a la falta de compatibilitat entre els diferents formats d'imatge utilitzats en el món, es va crear un format normalitzat comú, que qualsevol codificador H.261 haurà d'utilitzar.
El seu disseny permet la fàcil conversió als estàndards PAL de 625 línies i NTSC de 525 línies amb una freqüència de 29,97 fps i un submostreig de 4:2:0, ja que utilitza patrons extrets del sistema europeu i de l'americà com 352x288 mostres de resolució de luminància (EUR) i ~30 Hz com a freqüència d'imatge (EUA).

## Característiques
| Senyals mostrejats    | Freqüències de mostreig              | Estructura del mostreig   | Relació aspecte |
| --------------------- | ------------------------------------ | ------------------------- | --------------- |
| Y, Cb (Y-B), Cr (Y-R) | 6,75MHz per Y i 3,375MHz per Cb i Cr | Ortogonal, no entrellaçat | 4:3             |

Els paràmetres Y, B y R són els senyals de luminància i de color blau i roig, respectivament. La taula següent representa les característiques més importants del format CIF.
| Característiques del format CIF             |       |
| ------------------------------------------- | ----- |
| Imatges codificades per segon               | 29.97 |
| Píxels de luminància codificats per línia   | 352   |
| Línies de luminància codificades per imatge | 288   |
| Píxels de color codificats per línia        | 176   |
| Línies de luminància codificades per línia  | 144   |

### Espai (Y, CB, CR)
Les imatges són codificades en una component de luminància i dues components de croma.
Negre = 16
Blanc = 235
Diferència de color zero = 128
Diferència de color "pic" = entre 16 i 254
Aquests són els valors nominals i l'algoritme de codificació funciona amb valors d'entrada entre 1 i 254.
CIF utilitza l'espai YCbCr en lloc de RGB per tal d'aprofitar els estudis sobre el Sistema Visual Humà que mostra que l'ull humà és més sensible als canvis en luminància i menys sensible als canvis en la cromància.

### Estructura jeràrquica de 4 capes
- Capa d'imatge

Les dades per a cada imatge consisteixen en un encapçalament seguit de les dades pels GOBS.
- Capa de Grup de Blocs (GOB)

Cada imatge és dividida en grups de blocs (GOBs). Un GOB comprèn una dotzena part de l'àrea d'una imatge CIF.
| 1  | 2  |
| 3  | 4  |
| 5  | 6  |
| 7  | 8  |
| 9  | 10 |
| 11 | 12 |

Cada part del GOB està relacionada amb una component de luminància Y de 176 píxels per 48 línies i els seus espacialment corresponents components de croma CB i CR de 88 píxels per 24 línies cadascuna.
- Capa de Macroblocs

Cada GOB es divideix en 33 macroblocs. Cada macrobloc és compost per un bloc de luminància de 16 per 16 píxels i els seus dos corresponents blocs de croma CB i CR de 8 per 8 píxels.
Les dades per cada macrobloc consisteixen en un encapçalament seguit de les dades pels Blocs. L'encapçalament del macrobloc defineix la localització d'aquest dins del GOB, el tipus de codificació, els vectors de moviment possibles i quins blocs dins del macrobloc seran codificats. Com s'explica a l'apartat de predicció, existeixen dos tipus bàsics de codificació: Intra i Inter.
- Capa de Blocs

Un macrobloc està format per quatres blocs de luminància i els seus dos corresponents de croma.

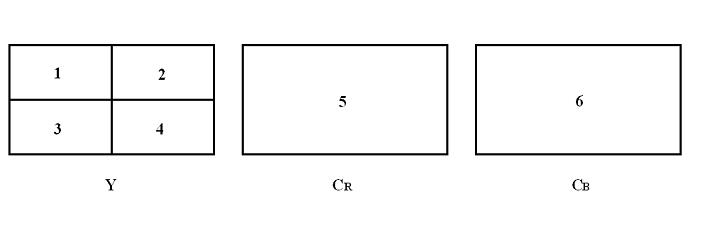
Macrobloc

Quatre blocs de luminància i dos corresponents a la diferència de color (CB,CR) es combinen per tal de formar un macrobloc. Un macrobloc pot ser representat de diverses formes quan ens referim a l'espai Y CB CR. En el cas que ens ocupa, el format CIF es regeix per 4:2:0.
Quan parlem de 4:2:0, s'utilitzen 4 blocs Y, 1 bloc CB i 1 bloc CR.

### Predicció
S'utilitza una predicció Predicció_(teoria_del_senyal) inter.-picture, que pot ser potenciada amb compensació de moviment i un filtre (Spatial filter). D'aquesta forma explotem la redundància temporal per obtenir una millor eficiència en la compressió.
Una primera aproximació a la compressió del format CIF es podria resumir de la manera següent:

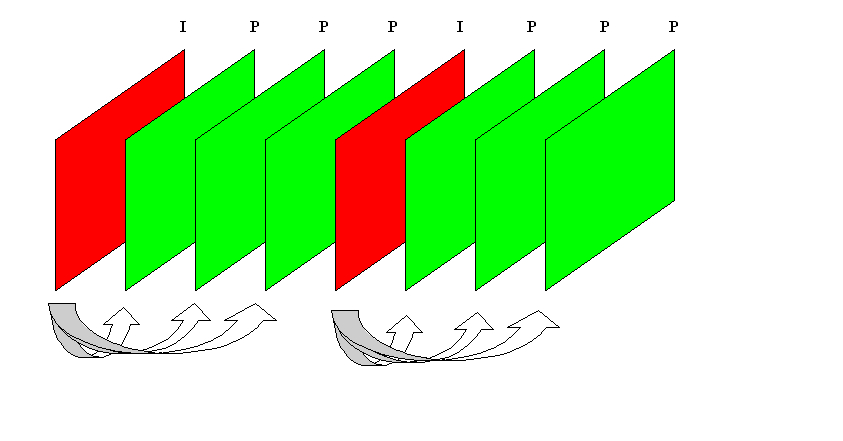
Seqüència CIF

- Els quadres del format CIF són de 352 x 288 píxels amb un submostreig 4:2:0.
- Dos tipus de quadres: quadres Intra (I) i quadres Inter (P). Imatges_I,_P_i_B
- A la codificació Intra (I), la codificació és executada sense referència a les imatges prèvies.
- El tipus de codificació més comuna és l'Inter (P), a la qual només la diferència entre la imatge prèvia i l'actual és codificada.
- Els quadres són bàsicament JPEG.
- Els quadres P utilitzen pseudodiferències d'un quadre anterior (pot ser tant un I com un P), aleshores els quadres depenen l'un de l'altre.
- Els quadres I ens donen un punt d'accés.

## Comparació de resolucions entre els formats de vídeo reduïts
| Format         | Resolució vídeo |
| -------------- | --------------- |
| SQCIF          | 128 × 96        |
| QCIF           | 176 × 144       |
| SCIF           | 256 x 192       |
| SIF(525)       | 352 x 240       |
| CIF/SIF(625)   | 352 × 288       |
| 4SIF(525)      | 704 x 480       |
| 4CIF/4SIF(625) | 704 × 576       |
| 16CIF          | 1408 × 1152     |
| DCIF           | 528 × 384       |

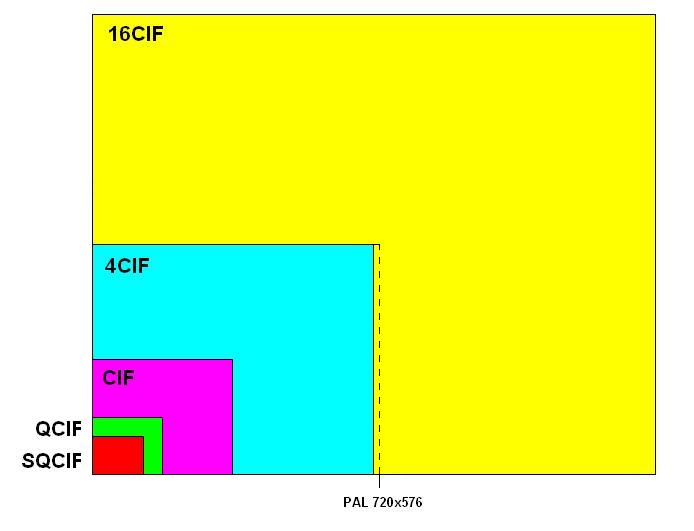
Comparació diferents formats CIF

- Aplicacions: Videoconferència. CIF forma part del protocol H.261 de la Unió Internacional de Telecomunicacions